# Konklawe 1590 (Urban VII)
Konklawe 7-15 września 1590 – konklawe, które na następcę Sykstusa V wybrało Urbana VII

## Śmierć Sykstusa V
Papież Sykstus V zmarł 27 sierpnia 1590. W trakcie swojego pontyfikatu zreformował Kurię Rzymską, ustanawiając stałe kongregacje, oraz Kolegium Kardynalskie, które odtąd miało liczyć nie więcej niż 70 członków. Często jest też uznawany za ostatniego papieża kontrreformacji. W końcowej fazie jego panowania największym problemem politycznym była wojna religijna we Francji, gdzie Sykstus V popierał prohiszpańską Ligę Katolicką i ekskomunikował Henryka z Nawarry, ale jednocześnie podejmował starania w celu nakłonienia Henryka do nawrócenia na katolicyzm.

## Lista uczestników
W konklawe uczestniczyło 54 z 67 żyjących kardynałów:
- Giovanni Antonio Serbelloni (nominacja 31 stycznia 1560) – kardynał biskup Ostia e Velletri; dziekan Świętego Kolegium Kardynałów
- Alfonso Gesualdo (26 lutego 1561) – kardynał biskup Porto e Santa Rufina; subdziekan Świętego Kolegium Kardynałów; prefekt Świętej Kongregacji ds. Obrzędów i Ceremonii
- Innico d’Avalos d’Aragona OSIacobis (26 lutego 1561) – kardynał biskup Frascati
- Marco Antonio Colonna (12 marca 1565) – kardynał biskup Palestriny; prefekt Świętej Kongregacji Indeksu; komendatariusz opactwa terytorialnego Subiaco
- Tolomeo Gallio (12 marca 1565) – kardynał biskup Sabiny
- Gabriele Paleotti (12 marca 1565) – kardynał biskup Albano; arcybiskup Bolonii
- Markus Sitticus von Hohenems (26 lutego 1561) – kardynał prezbiter S. Maria in Trastevere; protoprezbiter Świętego Kolegium Kardynałów
- Michele Bonelli OP (6 marca 1566) – kardynał prezbiter S. Lorenzo in Lucina; prefekt Świętej Kongregacji ds. Zakonników; protektor Sabaudii; wielki przeor zakonu joannitów w Rzymie; komendatariusz opactwa terytorialnego Chiusa di S. Michele
- Ludovico Madruzzo (26 lutego 1561) – kardynał prezbiter S. Anastasia; biskup Trydentu; protektor Rzeszy Niemieckiej; legat apostolski w Spoleto
- Giulio Antonio Santori (17 maja 1570) – kardynał prezbiter S. Bartolomeo all’Isola; sekretarz Świętej Kongregacji Rzymskiej i Powszechnej Inkwizycji; arcybiskup Santa Severina
- Girolamo Rusticucci (17 maja 1570) – kardynał prezbiter S. Susanna; wikariusz generalny diecezji rzymskiej; kamerling Świętego Kolegium Kardynałów
- Nicolas de Pellevé (17 maja 1570) – kardynał prezbiter S. Prassede; prefekt Świętej Kongregacji ds. Biskupów; arcybiskup Sens
- Gian Girolamo Albani (17 maja 1570) – kardynał prezbiter S. Giovanni a Porta Latina; gubernator Bagnoregio
- Girolamo Simoncelli (22 grudnia 1553) – kardynał prezbiter S. Prisca; administrator diecezji Orvieto
- Pedro de Deza (21 lutego 1578) – kardynał prezbiter S. Girolamo degli Schiavoni
- Antonio Carafa (24 marca 1568) – kardynał prezbiter Ss. Giovanni e Paolo; prefekt Trybunału Apostolskiej Sygnatury Łaski; prefekt Świętej Kongregacji ds. Soboru Trydenckiego; bibliotekarz Świętego Kościoła Rzymskiego; przewodniczący komisji ds. rewizji Wulgaty
- Giovan Antonio Facchinetti (12 grudnia 1583) – kardynał prezbiter Ss. IV Coronati
- Giambattista Castagna (12 grudnia 1583) – kardynał prezbiter S. Marcello
- Alessandro Ottaviano de’ Medici (12 grudnia 1583) – kardynał prezbiter S. Ciriaco alla Terme; arcybiskup Florencji
- Giulio Canani (12 grudnia 1583) – kardynał prezbiter S. Eusebio; biskup Adrii
- Niccolò Sfondrati (12 grudnia 1583) – kardynał prezbiter S. Cecilia; biskup Cremony
- Anton Maria Salviati (12 grudnia 1583) – kardynał prezbiter S. Maria della Pace
- Agostino Valier (12 grudnia 1583) – kardynał prezbiter S. Marco; biskup Werony
- Vincenzo Lauro (12 grudnia 1583) – kardynał prezbiter S. Clemente
- Filippo Spinola (12 grudnia 1583) – kardynał prezbiter S. Sabina
- Simeone Tagliavia d’Aragonia (12 grudnia 1583) – kardynał prezbiter S. Maria degli Angeli
- Scipione Lancelotti (12 grudnia 1583) – kardynał prezbiter S. Salvatore in Lauro; prefekt Sygnatury ds. Brewe Apostolskich
- Giovanni Vincenzo Gonzaga OSIoHieros (21 lutego 1578) – kardynał prezbiter S. Alessio
- Giovanni Battista Castrucci (18 grudnia 1585) – kardynał prezbiter S. Maria in Aracoeli; arcybiskup Chieti; prefekt Najwyższego Trybunału Apostolskiej Sygnatury Sprawiedliwości
- Federico Cornaro OSIoHieros (18 grudnia 1585) – kardynał prezbiter S. Stefano al Monte Celio; biskup Padwy
- Domenico Pinelli (18 grudnia 1585) – kardynał prezbiter S. Lorenzo in Panisperna; archiprezbiter bazyliki liberiańskiej; legat ds. papieskich galer
- Ippolito Aldobrandini (18 grudnia 1585) – kardynał prezbiter S. Pancrazio; penitencjariusz większy; komendatariusz opactwa terytorialnego Tre Fontane
- Girolamo della Rovere (17 grudnia 1586) – kardynał prezbiter S. Pietro in Vincoli; arcybiskup Turynu
- Girolamo Bernerio OP (17 grudnia 1586) – kardynał prezbiter S. Maria sopra Minerva; biskup Ascoli Piceno
- Antonio Maria Galli (17 grudnia 1586) – kardynał prezbiter S. Agnese in Agone; biskup Perugii; legat apostolski w Romanii
- Costanzo Buttafoco da Sarnano OFMConv (17 grudnia 1586) – kardynał prezbiter S. Pietro in Montorio
- Ippolito de’ Rossi (18 grudnia 1585) – kardynał prezbiter S. Biagio dell’Anello; biskup Pawii
- William Allen (7 sierpnia 1587) – kardynał prezbiter Ss. Silvestro a Martino
- Scipione Gonzaga (18 grudnia 1587) – kardynał prezbiter S. Maria del Popolo
- Antonio Maria Sauli (18 grudnia 1587) – kardynał prezbiter Ss. Vitale, Gervasio e Protasio; arcybiskup Genui
- Giovanni Evangelista Pallotta (18 grudnia 1587) – kardynał prezbiter S. Mateo in Merulana; arcybiskup Cosenza; prodatariusz Jego Świątobliwości; archiprezbiter bazyliki watykańskiej
- Juan Hurtado de Mendoza (18 grudnia 1587) – kardynał prezbiter S. Maria Transpontina; protektor Hiszpanii
- Giovanni Francesco Morosini (15 lipca 1588) – kardynał prezbiter S. Maria in Via; biskup Brescii
- Mariano Pierbenedetti (20 grudnia 1589) – kardynał prezbiter Ss. Marcellino e Pietro; biskup Martorano
- Gregorio Petrocchini OESA (20 grudnia 1589) – kardynał prezbiter S. Agostino
- Francesco Sforza di Santa Fiora (12 grudnia 1583) – kardynał diakon S. Maria in Via Lata
- Alessandro Peretti de Montalto (13 maja 1585) – kardynał diakon S. Lorenzo in Damaso; wicekanclerz Świętego Kościoła Rzymskiego; superintendent generalny Stolicy Apostolskiej; legat apostolski w Bolonii; gubernator Città della Pieve; protektor Polski; komendatariusz opactwa terytorialnego Farfa
- Girolamo Mattei (17 grudnia 1586) – kardynał diakon S. Eustachio; komendatariusz opactwa terytorialnego Nonantola
- Benedetto Giustiniani (17 grudnia 1586) – kardynał diakon S. Maria in Cosmedin; prokamerling Świętego Kościoła Rzymskiego; prefekt Świętej Kongregacji ds. Drukarni Watykańskiej
- Ascanio Colonna (17 grudnia 1586) – kardynał diakon S. Nicola in Carcere Tulliano; archiprezbiter bazyliki laterańskiej
- Federico Borromeo (18 grudnia 1587) – kardynał diakon S. Agata in Suburra
- Francesco Maria Bourbon del Monte (14 grudnia 1588) – kardynał diakon S. Maria in Domnica
- Agostino Cusani (14 grudnia 1588) – kardynał diakon S. Adriano
- Guido Pepoli (20 grudnia 1589) – kardynał diakon Ss. Cosma e Damiano

Dwudziestu pięciu elektorów było nominatami Sykstusa V, czternastu Grzegorza XIII, sześciu Piusa V, ośmiu Piusa IV, a jeden Juliusza III.

### Nieobecni
Trzynastu kardynałów (dwóch Niemców, dwóch Hiszpanów, sześciu Francuzów, Włoch, Węgier i Litwin):
- Gaspar de Quiroga y Vela (15 grudnia 1578) – kardynał prezbiter S. Balbina; arcybiskup Toledo i prymas Hiszpanii; wielki inkwizytor Hiszpanii
- Albrecht VII Habsburg (3 marca 1577) – kardynał prezbiter S. Croce in Gerusalemme; generalny inkwizytor Portugalii; wicekról Portugalii
- Rodrigo de Castro Osorio (12 grudnia 1583) – kardynał prezbiter Ss. XII Apostoli; arcybiskup Sewilli
- Charles de Bourbon de Vendôme (12 grudnia 1583) – kardynał prezbiter bez tytułu; arcybiskup Rouen; administrator diecezji Bayeux
- François de Joyeuse (12 grudnia 1583) – kardynał prezbiter SS. Trinita al Monte Pincio; arcybiskup Tuluzy; protektor Francji
- Jerzy Radziwiłł (12 grudnia 1583) – kardynał prezbiter S. Sisto; biskup Wilna
- Enrico Caetani (18 grudnia 1585) – kardynał prezbiter S. Pudenziana; kamerling Świętego Kościoła Rzymskiego; legat papieski we Francji
- Philippe de Lénoncourt (17 grudnia 1586) – kardynał prezbiter S. Onofrio
- Pierre de Gondi (18 grudnia 1587) – kardynał prezbiter S. Silvestro in Capite; biskup Paryża
- Andreas von Österreich (19 listopada 1576) – kardynał diakon S. Maria Nuova; protodiakon Świętego Kolegium Kardynałów; biskup koadiutor Brixen; biskup Konstancji; protektor Austrii
- Andrzej Batory (4 lipca 1584) – kardynał diakon S. Angelo in Pescheria; biskup Warmii; biskup koadiutor Krakowa
- Hugues Loubenx de Verdalle OSIoHieros (18 grudnia 1587) – kardynał diakon S. Maria in Portico; prefekt Galer Papieskich; wielki mistrz zakonu joannitów
- Charles de Lorraine (20 grudnia 1589) – kardynał diakon bez tytułu; biskup Metz

Ośmiu mianował Grzegorz XIII, a pięciu Sykstus V.

## Podziały i kandydaci
W ówczesnym Kolegium Kardynałów wyróżniano trzy duże frakcje:
- Frakcja hiszpańska – czyli polityczni stronnicy Hiszpanii. Trzon tej partii tworzyli kardynałowie Madruzzo (lider frakcji), Deza, Mendoza, Tagliavia d’Aragona i Spinola. Poza tym zaliczano do niej także kardnałów Marcantonio Colonna, Gallio, Paleotti, Ascanio Colonna, Pelleve, Santori, Rusticucci, Sfondrati, Simoncelli, Facchinetti, Carafa, Allen, Cusani, Giovanni Vincenzo Gonzaga i Scipione Gonzaga;
- Sykstyńczycy – czyli nominaci Sykstusa V, którym przewodził jego prasiostrzeniec Alessandro Peretti de Montalto. Należeli do tej frakcji kardynałowie Castrucci, Cornaro, Pinelli, Aldobrandini, della Rovere, Bernerio, Galli, Sarnano, Rossi, Sauli, Pallotta, Morosini, Pierbenedetti, Petrocchini, Matei, Giustiniani, Borromeo, del Monte i Pepoli;
- Gregorianie – czyli nominaci Grzegorza XIII: Sforza, Castagna, Medici, Canani, Salviati, Valeri, Lauro, Lancelotti. Liderem tej partii był spowinowacony z Grzegorzem XIII kardynał Sforza

Ponadto można wyróżnić niewielkie ugrupowania nepotów Piusa IV (Sitticus von Hohenems, Serbelloni, Gesualdo i Avalos d’Aragona) oraz Piusa V (Bonelli, Albani). Z uwagi na niewielką liczebność nie odgrywały one prawie żadnej roli, większość nominatów tych papieży weszło bowiem w skład partii hiszpańskiej.
Za papabile uchodzili kardynałowie: Aldobrandini, della Rovere, Marcantonio Colonna, Serbelloni, Gallio, Gesualdo, Madruzzo, Santori, Castagna, Facchinetti, Sfondrati, Lancelotti i Lauro. Kandydatem sykstyńczyków był Marcantonio Colonna. Spośród katolickich mocarstw Toskania popierała Gianbattistę Castagna („gregorianina”), a Sabaudia kardynała della Rovere. Hiszpania natomiast nie miała jednego faworyta. W instrukcjach dla kardynała Madruzzo król Filip II Habsburg podał jako akceptowalnych kandydatów Paleotto, Gallio, Santoriego, Facchinettiego i Castagnę.

## Przebieg konklawe
Konklawe rozpoczęło się 7 września 1590, początkowo z udziałem 51 kardynałów. 8 września dotarł Madruzzo, 9 września Scipione Gonzaga, a 10 września Rossi, ustalając liczbę elektorów na 54. Mszę inaugurującą konklawe celebrował Alfonso Gesualdo, biskup Porto e S. Rufina.
Pierwsze głosowanie 8 września nie przyniosło rezultatu. Po jego zakończeniu liderzy frakcji rozpoczęli dyskusje nad wyborem odpowiedniego kandydata. Kardynał Bonelli zaproponował Tolomeo Gallio lub Ippolito Aldobrandiniego, ale pierwszego odrzucili sykstyńczycy, a drugiego frakcja hiszpańska.
Od 9 do 13 września kardynał Montalto i jego sojusznicy czynili duże wysiłki, aby doprowadzić do wyboru Marcantonio Colonny. Zakończyły się one jednak niepowodzeniem, gdyż kardynał Madruzzo uchylił się od poparcia tej kandydatury (mimo że Colonna był sojusznikiem Hiszpanii), a zdecydowany sprzeciw wobec niej wyrażali gregorianie. Skuteczną kontrakcję podjęli Hiszpanie, wysuwając jako kontrkandydata Wielkiego Inkwizytora Santoriego. Nawet część kardynałów z partii sykstyńskiej była skłonna zagłosować na Santoriego, jednak Montalto uparcie obstawał przy Colonnie. Uznał daremność swych wysiłków dopiero, kiedy powszechnie szanowany kardynał Federico Borromeo z jego własnej partii otwarcie zadeklarował, że sumienie zabrania mu głosowania na Colonnę. Nie było bowiem tajemnicą, że kardynał Colonna prowadzi świecki tryb życia i jest ojcem kilkorga nieślubnych dzieci. Wystąpienie Borromeo wzmocniło opozycję Madruzzo i gregorian.
Wzajemne wyeliminowanie kandydatur Santoriego i Colonny skłoniło liderów frakcji do poszukiwania kompromisowego kandydata, a najbardziej oczywistym wydawał się 69-letni Gianbattista Castagna. Rankiem 14 września uzyskał on 20 głosów. Castagna miał poparcie Hiszpanów i Toskańczyków, szybko na jego stronę przeszli też gregorianie, jednak Montalto był jemu przeciwny. Bunt genueńskich kardynałów z własnej partii skłonił go jednak do zmiany stanowiska, groziło mu bowiem, że papież zostanie wybrany poza jego plecami. Ostatecznie wieczorem 14 września Montalto zawarł porozumienie z pozostałymi liderami, w którym zobowiązali się oni, że na następnym konklawe wybiorą kogoś z partii Montalto.

## Wybór Urbana VII
Rankiem 15 września Castagna został jednogłośnie wybrany na papieża i przyjął imię Urban VII. Nowy papież zapowiedział obalenie nepotyzmu i dalszą reformę kurii. Krótko po wyborze jednak zachorował i zmarł po zaledwie 12 dniach pontyfikatu, zanim doszło do jego koronacji.

### Uzupełniające źródła internetowe
- The Cardinals of the Hol Roman Church(ang.)
- Sede Vacante 1590(ang.)